# Луций Элий Окулат
Лу́ций Э́лий Окула́т (лат. Lucius Aelius Oculatus; умер после 85 года) — древнеримский политический деятель из знатного плебейского рода Элиев, занимавший должность консула-суффекта в 85 году.

## Биография
О происхождении и карьере Окулата практически нет никаких сведений. С мая по июнь 85 года, в эпоху правления императора Домициана, он занимал должность консула-суффекта.
Предположительно, какие-то родственные связи имелись между Луцием и сёстрами Окулатами, бывшими весталками, которые в 87 году предстали перед судом верховного понтифика за нарушение данного ими священного обета целомудрия.